# Wilgotnica szkarłatna

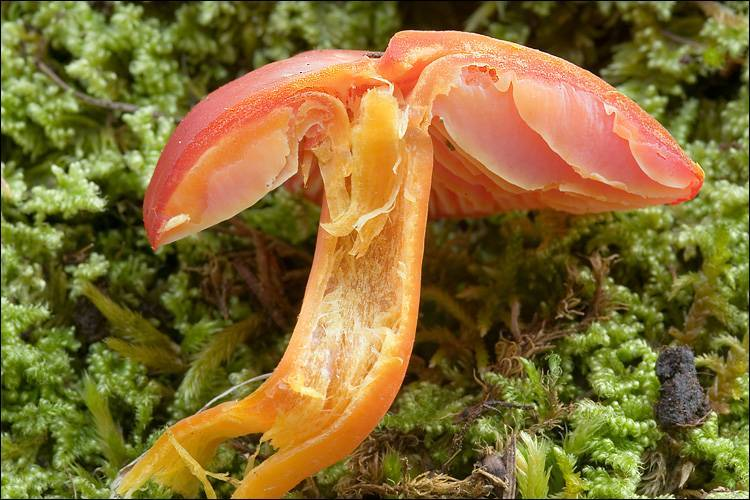
Przekrój owocnika

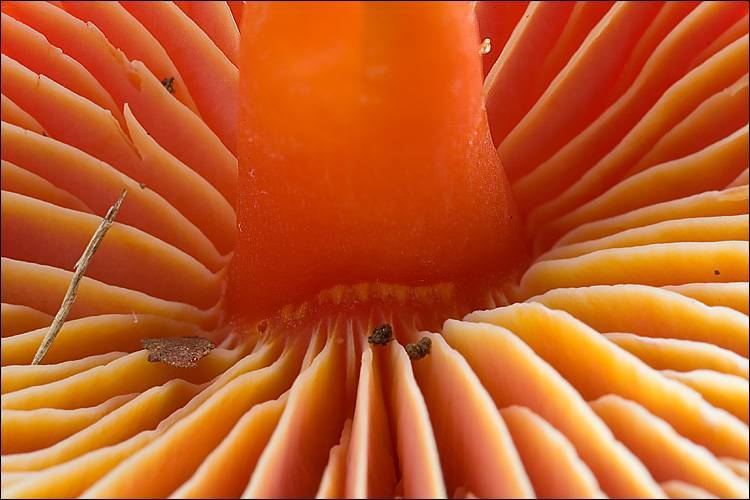
Osadzenie blaszek

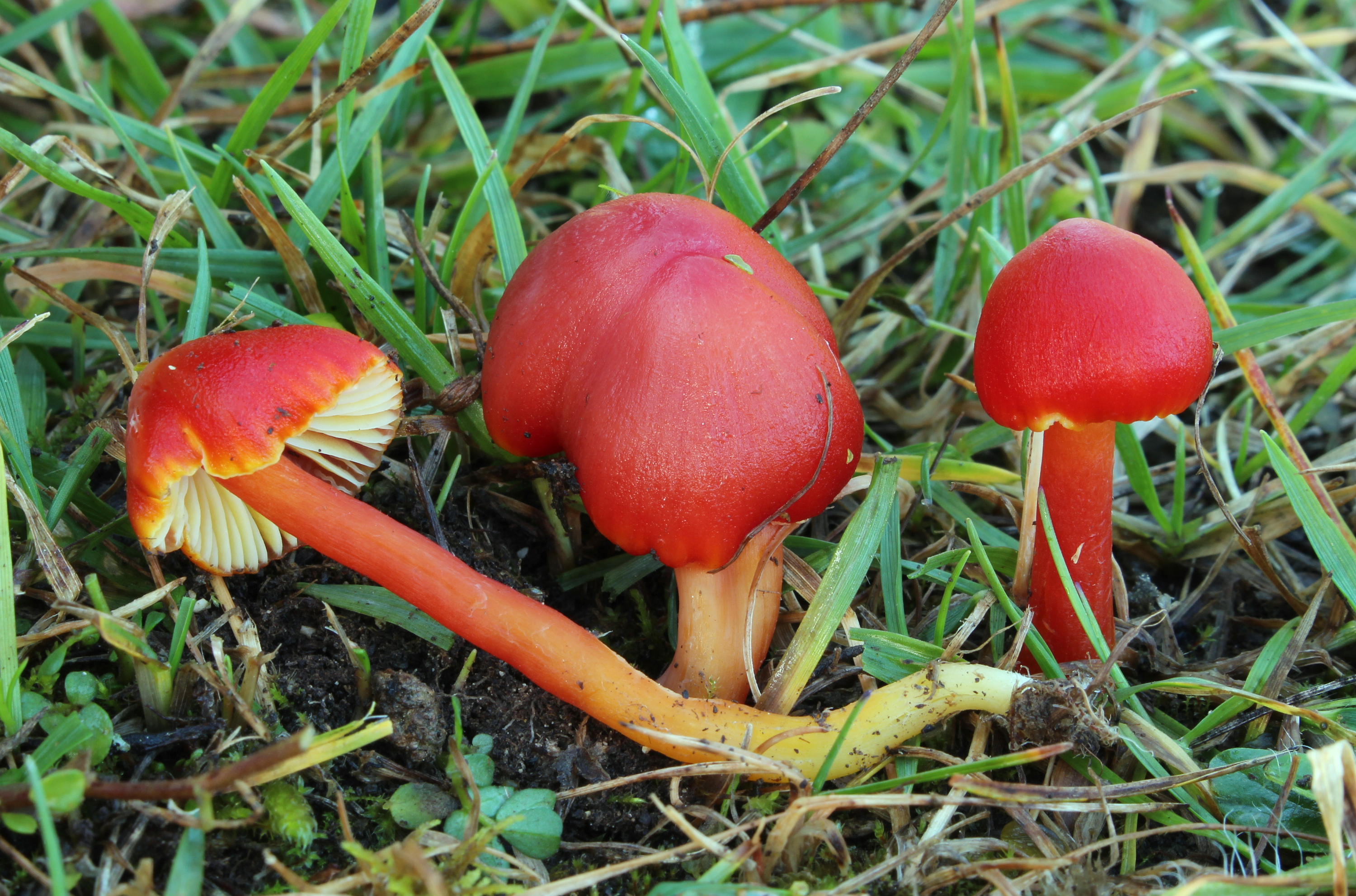

Wilgotnica szkarłatna (Hygrocybe coccinea (Schaeff.) P. Kumm.) – gatunek grzybów z rodziny wodnichowatych (Hygrophoraceae).

## Systematyka i nazewnictwo
Pozycja w klasyfikacji według Index Fungorum: Hygrocybe, Hygrophoraceae, Agaricales, Agaricomycetidae, Agaricomycetes, Agaricomycotina, Basidiomycota, Fungi.
Po raz pierwszy takson ten zdiagnozował w 1774 r. Schaeffer nadając mu nazwę Agaricus coccineus. Obecną, uznaną przez Index Fungorum nazwę nadał mu w 1871 r. P. Kumm., przenosząc go do rodzaju Hygrocybe.
Synonimy naukowe:
- Agaricus aurantiocrocatus var. minor Schumach 1803
- Agaricus coccineus Schaeff. 1774
- Agaricus miniatus Scop. 1772
- Hygrocybe coccinea (Schaeff.) P. Kumm. 1871 var. coccinea
- Hygrocybe coccinea var. umbonata Herink 1958
- Hygrocybe miniata (Scop.) Murrill 1916
- Hygrophorus coccineus (Schaeff.) Fr. 1838
- Pseudohygrocybe coccinea (Schaeff.) Kovalenko 1988

Nazwę polską podali Barbara Gumińska i Władysław Wojewoda w 1983 r. W polskim piśmiennictwie mykologicznym gatunek ten opisywany był też jako bedłka pąsowa (ponsowa) i wodnicha szkarłatna. 

## Morfologia
Kapelusz
Średnicy 2 do 5 cm, młody – półkulisty, z wiekiem staje się łukowaty, potem prawie płaski. Powierzchnia gładka, w wilgotnych warunkach śliska, w czasie suszy matowa, z przylegającymi drobnymi włókienkami, brzeg ostry. Kolor czerwony do szkarłatnoczerwonego, z czasem blaknący do ochrowo – żółtego. Brzeg ostry, powierzchnia kapelusza słabo żłobiona.
Blaszki
Grube, szerokie, dość gęste, szeroko przyrośnięte i zbiegające ząbkiem, początkowo czerwono-pomarańczowe, potem żółto-pomarańczowe. Ostrza blaszek żółte i gładkie
Trzon
Wysokości od 4 do 6 cm, średnicy od 5 do 8 mm, cylindryczny, spłaszczony, powyginany, podstawa nieco zwężona, powierzchnia gładka, włóknisty, pusty. Kolor szkarłatnoczerwony do pomarańczowoczerwonego, ku podstawie biały. Jest kruchy i pusty w środku.
Miąższ
Cienki, kruchy, wodnisty, w kapeluszu czerwonopomarańczowy, smak łagodny, brak zapachu.
Wysyp zarodników
Biały.

## Występowanie i siedlisko
W Polsce gatunek rzadki. Znajduje się na Czerwonej liście roślin i grzybów Polski. Ma status R – potencjalnie zagrożony z powodu ograniczonego zasięgu geograficznego i małych obszarów siedliskowych. Znajduje się na listach gatunków zagrożonych także w Belgii, Szwajcarii, Niemczech, i Holandii.
Pojawia się od czerwca do października. Rośnie pojedynczo lub w grupach, na ubogich, suchych pastwiskach i polanach leśnych, na obrzeżach lasów, w strefie podgórskiej i górskiej. 

## Znaczenie
Prawdopodobnie jest grzybem mikoryzowym. Grzyb jadalny, lecz z reguły jest omijany przez grzybiarzy. Nie ma też znaczenia użytkowego ze względu na niewielkie rozmiary. Z uwagi na swą rzadkość występowania, zasługuje na ochronę i nie powinien być zbierany. 

## Gatunki podobne
Wilgotnica szkarłatna najbardziej podobna jest do wilgotnicy karminowej (Hygrocybe punicea), która jest jednak większa i ma białawy miąższ w kapeluszu. Istnieje również cała grupa mniejszych czerwonych wilgotnic, np. wilgotnica włoska (Hygrocybe reidii), wilgotnica torfowiskowa (Hygrocybe helobia), wilgotnica purpurowa (Hygrocybe miniata).